# Little Joe 1
Little Joe 1 foi o primeiro teste do sistema de escape no lançamento para a espaçonave Mercury, usando o foguete
Little Joe. Essa missão, terminou em falha. Em 21 de agosto de 1959, o LJ-1 estava sendo preparado para o lançamento em Wallops Island, Virginia, Estados Unidos, quando cerca de meia hora antes do horário previsto para o lançamento, devido a uma variação de tensão elétrica, o foguete foi acionado. A espaçonave atingiu uma altitude de apenas 610 m e 609 de distância. O voo durou apenas 20 segundos.